# Königsruhe

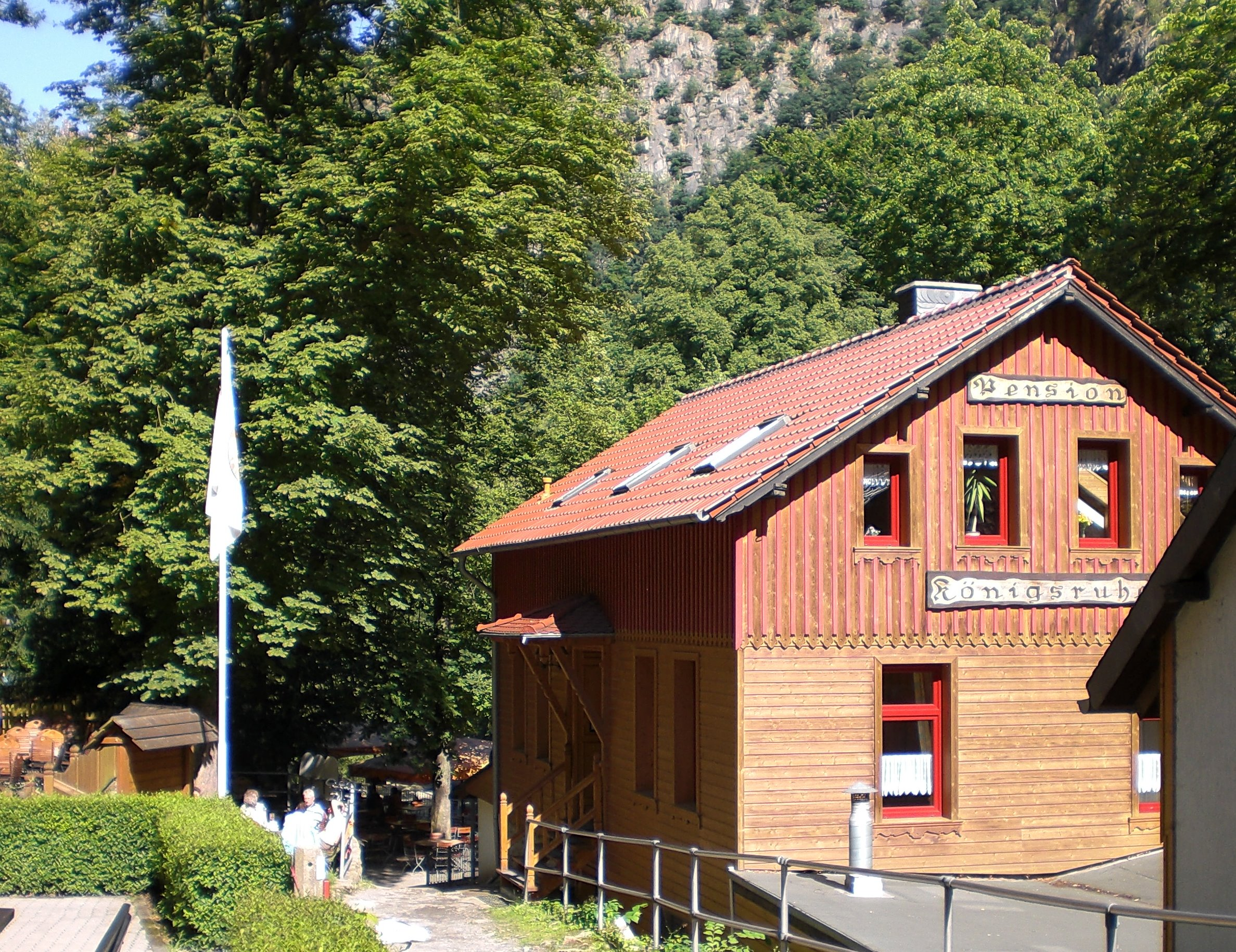
Weg am Gasthaus Königsruhe

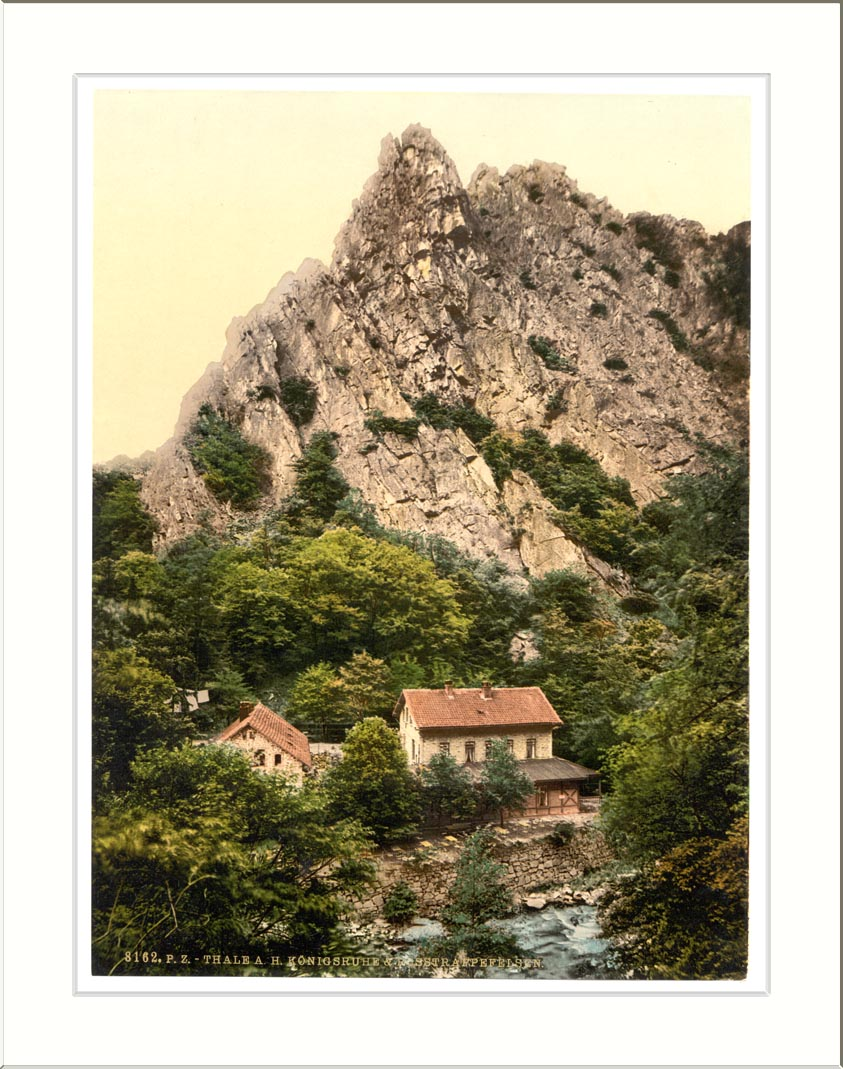
Historische Ansicht von Königsruhe

Königsruhe (auch Gut Königsruhe genannt) im Harzer Bodetal ist eine kleine Ansiedlung im Stadtgebiet von Thale im Landkreis Harz in Sachsen-Anhalt. Sie besteht im Wesentlichen aus dem Gasthaus Königsruhe mit dessen Nebengebäuden.

## Geographische Lage
Königsruhe liegt im Naturpark Harz/Sachsen-Anhalt im Hirschgrund. Es befindet sich rund 3 km südwestlich der Kernstadt von Thale unmittelbar am Saale-Zufluss Bode, einem Gebirgsfluss des Harzes, der sich hier tief in die umliegenden Berge eingeschnitten hat, unterhalb der Roßtrappe (403 m ü. NN) auf rund 200 m ü. NN. In Königsruhe steht das Gasthaus Königsruhe mit Nebengebäuden. Direkt östlich von Königsruhe führt die schmale, steinerne Jungfernbrücke über die Bode. In Richtung Treseburg führt kurz nach dem letzten Gebäude Königsruhes nach rechts der Zinnoberstieg zur Zinnoberhöhle.

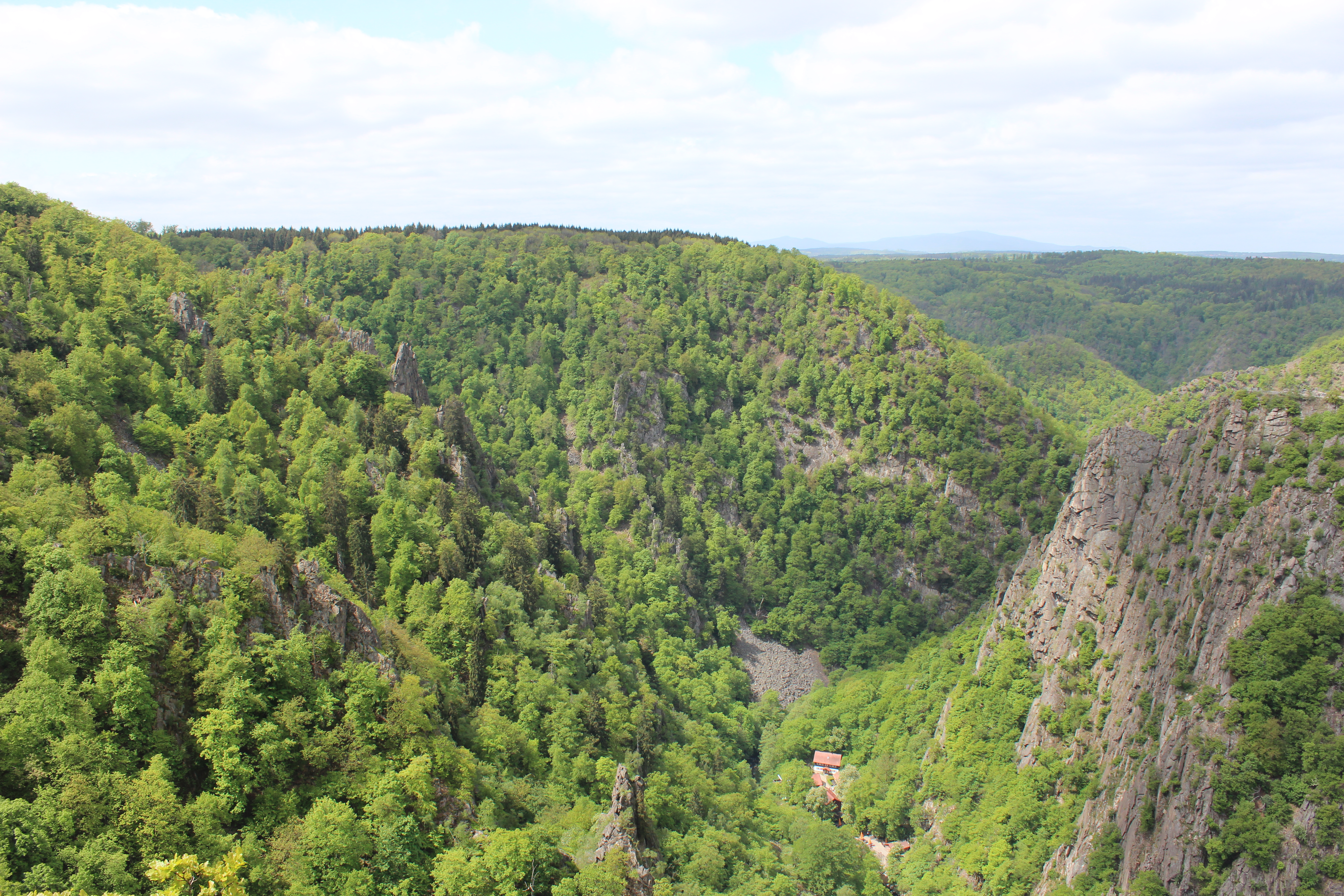
Königsruhe zwischen Felsmassiven und der Roßtrappe
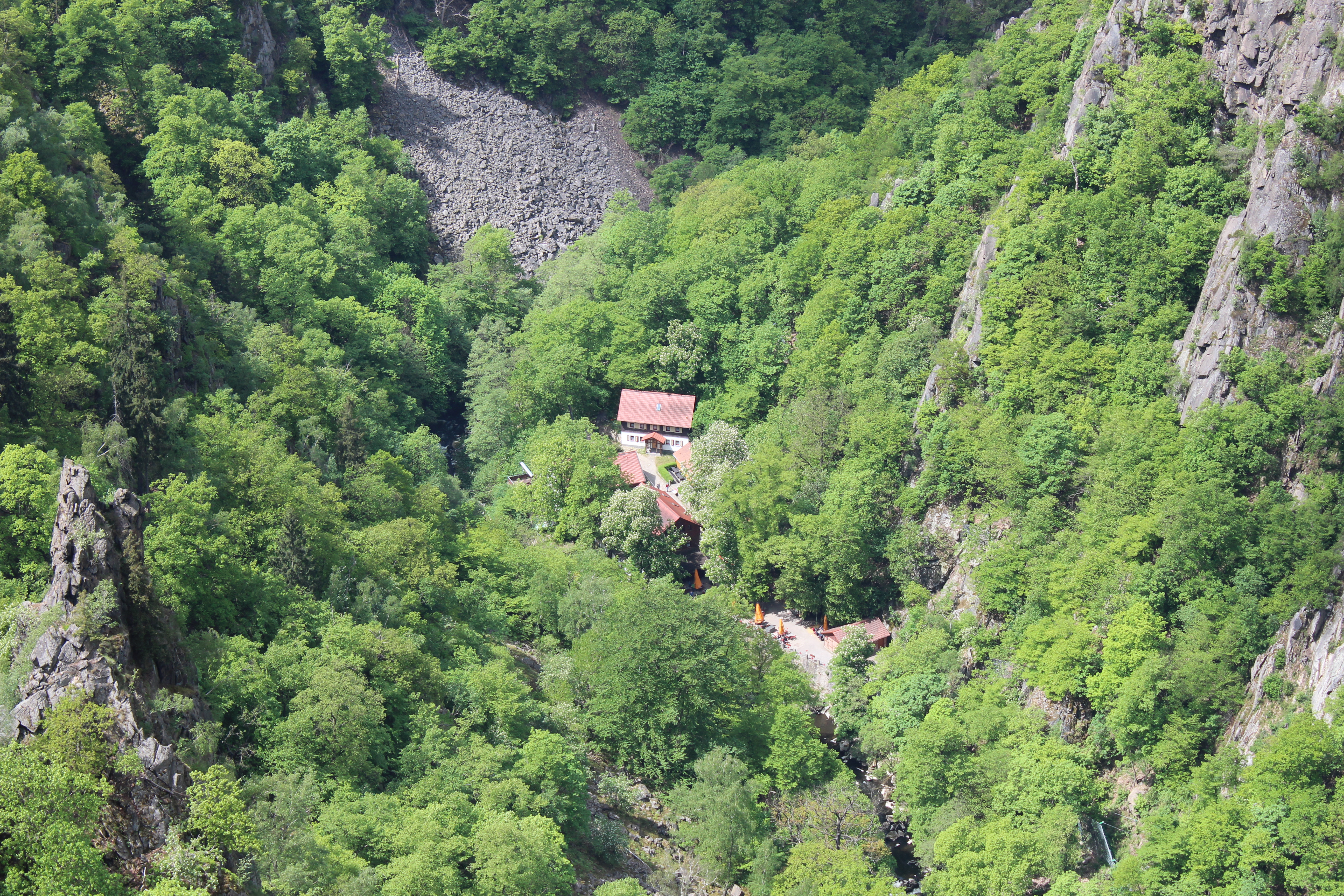
Blick vom Hexentanzplatz nach Königsruhe
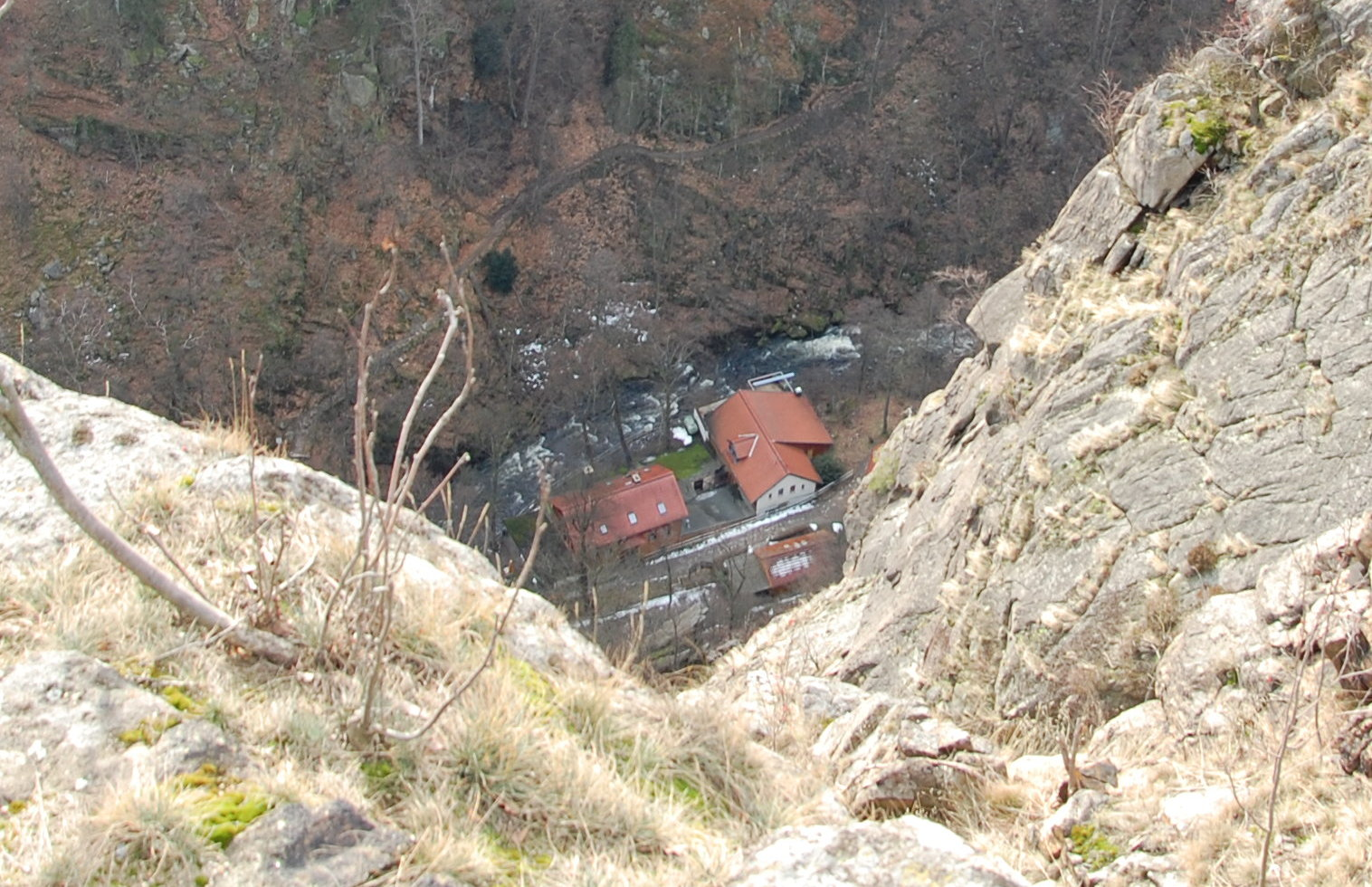
Blick von der Roßtrappe nach Königsruhe

## Geschichte
Bereits 1820 verkaufte ein Thaler Bürger an der Jungfernbrücke Erfrischungen an Wanderer. Bereits 1819 war eine kleine Verkaufshütte errichtet worden. Der bis dahin angelegte kleine Pfad wurde durch die Entfernung einiger Felsen und Steine erweitert. Hierbei stieß man auf einen Meter breiten und etwa 100 Fuß langen Gang. Im Gang wurde ein Skelett samt Säbel und Schusswaffe gefunden. Der Gang wurde später als Teil des Kellers des Gasthauses Königsruhe genutzt. Im Jahr 1834 baute der Konditor Christian Jung aus Thale im Hirschgrund im Bodetal eine Holzhütte mit Feuerstelle. 1856 folgte direkt an der über die Bode führenden Brücke ein weiteres größeres Gebäude. Zunächst wurde es als Hirschgrund bezeichnet. Zum Gedenken an eine hier erfolgte Rast des preußischen Königs Friedrich Wilhelm IV. am 5. Mai 1834 wurde 1875 das erweiterte Gasthaus als Hotel Königsruhe benannt.
In der Nacht vom 30. auf den 31. Dezember 1925 stieg bei einem plötzlichen Hochwasser im Bodetal nach einsetzendem Föhn und starker Schneeschmelze der Wasserstand der Bode auf ein Maß von 4,50 m über Normal. Es kam zu schweren Überschwemmungen und Schäden. Dabei wurde die Jungfernbrücke weggerissen; sie wurde 1927 wieder aufgebaut.
Der Name Königsruhe blieb für das Anwesen zunächst bis in die Zeit der DDR hinein bestehen. Dann erfolgte aus politischen Gründen eine Rückbenennung in Hirschgrund.
Im Winter 1982 fanden im sanierungsbedürftigen Gasthaus Königsruhe Außen- und Innenaufnahmen für die Folge Im Tal der Krimiserie Polizeiruf 110 statt. Im August 1994 erwarb eine Familie Bauer das Anwesen. Seit 1995 trägt es wieder den Namen Königsruhe.

## Tourismus und Wandern
Der Tourismus ist in Königsruhe wirtschaftlich dominierend. Das Gasthaus Königsruhe (Hirschgrund 1) mit Pension, Restaurant und Biergarten wird von zahlreichen Wanderern auf überregional bekannten Wanderwegen angesteuert. Durch die Ansiedlung führt der Wanderweg, auf dem man von Thale entlang der Bode nach Treseburg laufen kann. Bis Königsruhe ist der Weg im Bedarfsfall auch mit Kraftfahrzeugen benutzbar, jedoch für den normalen Straßenverkehr gesperrt. Der Hirschgrund ist als Nr. 178 in das System der Stempelstellen der Harzer Wandernadel einbezogen; der Stempelkasten (⊙) befindet sich wenige Meter nordöstlich des Gasthauses Königsruhe. In Königsruhe befindet sich auch eine Station der Bergwacht Harz, die am Wanderweg nach Thale auch ein Einsatzfahrzeug bereithält.

## Sehenswürdigkeiten
Neben der beeindruckenden Natur des Bodetals sind das am Ortsausgang in Richtung Treseburg befindliche Bülow-Denkmal und die am Ortsausgang in Richtung Thale stehende Jungfernbrücke über die Bode erwähnenswert. Am Wanderweg nach Thale befindet sich eine Gedenktafel an den Bergretter Gustav Kowalewski.

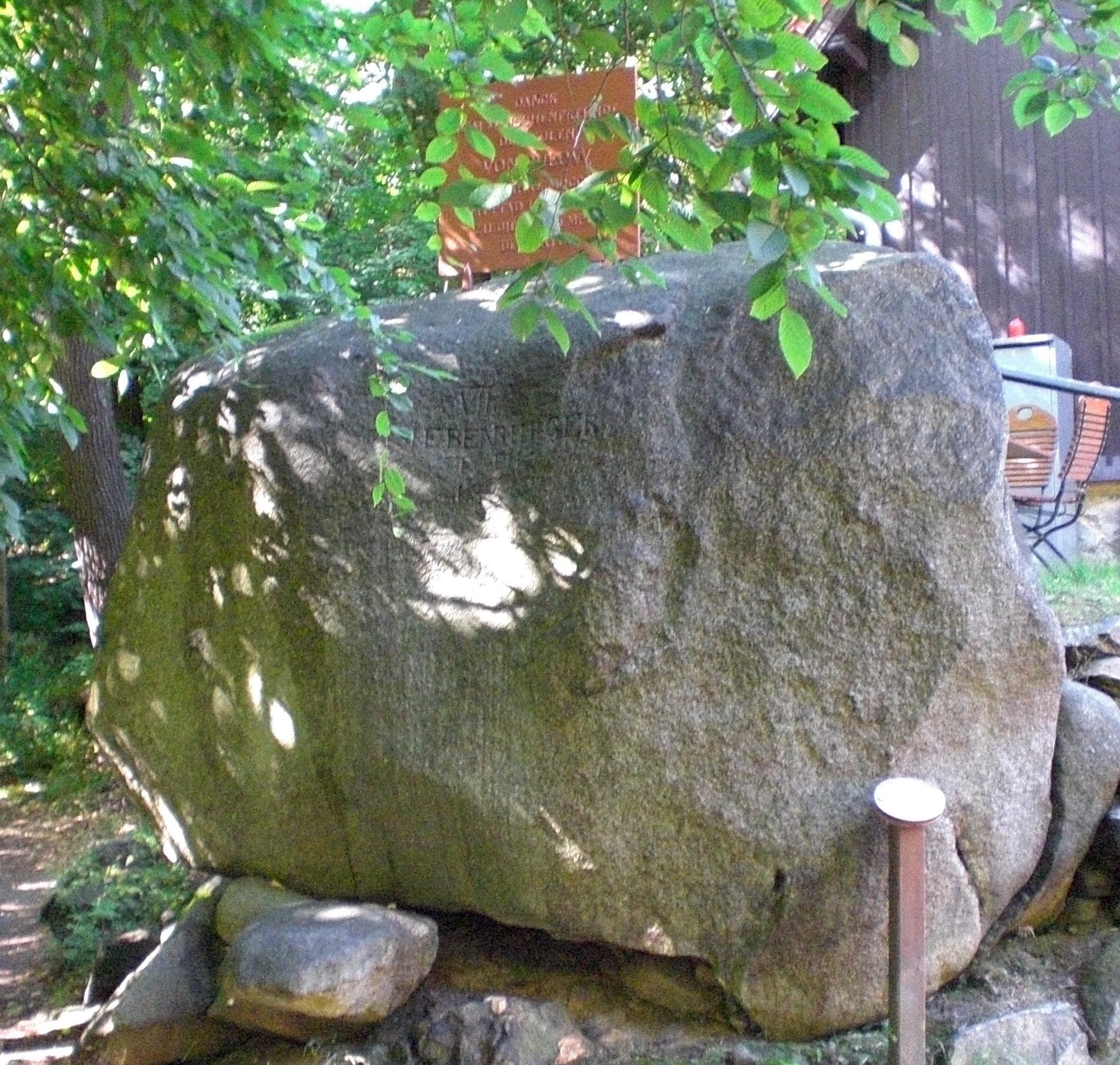
Bülow-Denkmal
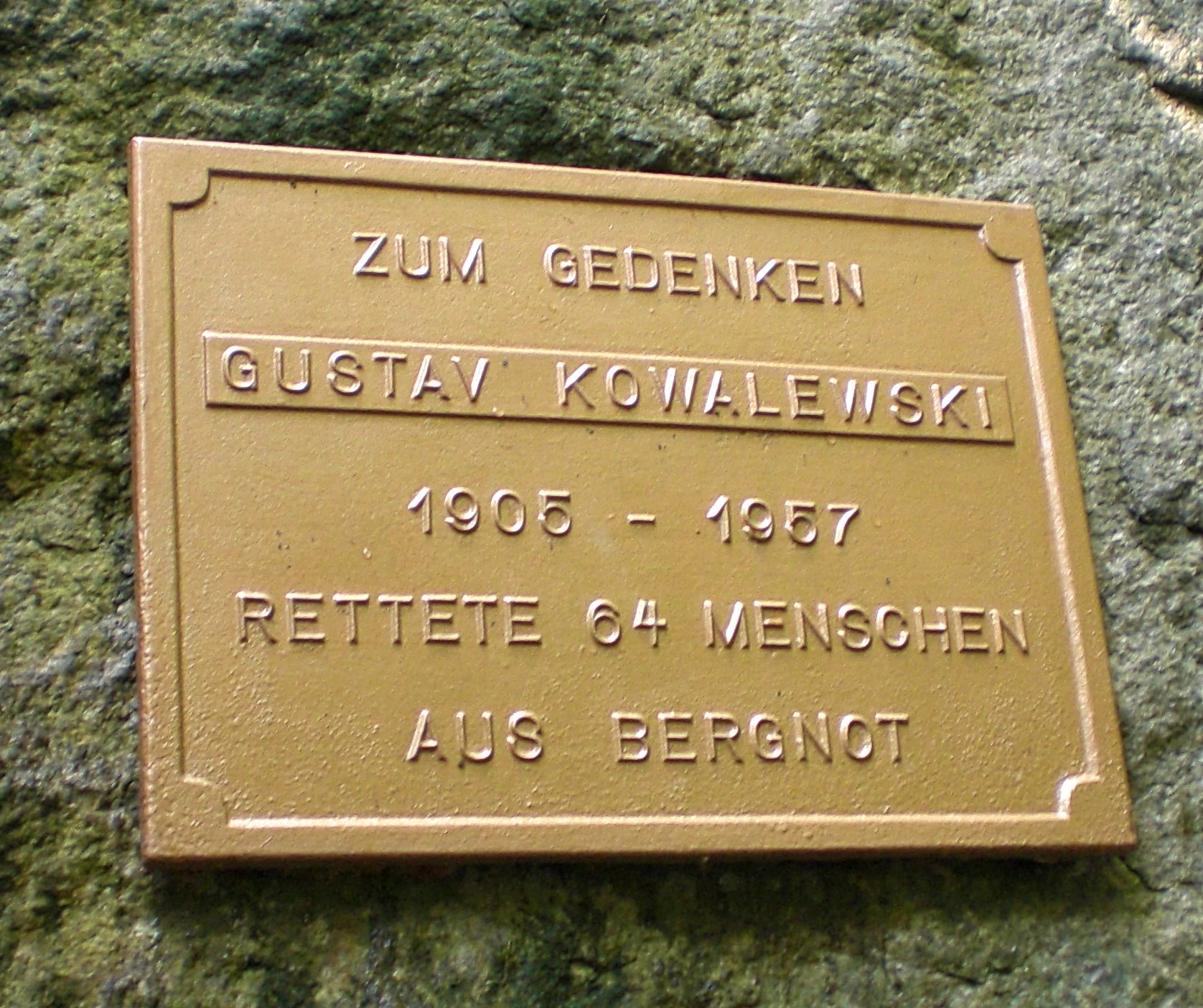
Gedenktafel für Gustav Kowalewski